# المبارك بن كامل البغدادي
أبو بكر المبارك بن كامل بن أبي غالب البغدادي، ويعرف أبوه بالخفاف، وهو العالم الحافظ المحدث أبو بكر المفيد البغدادي الظفري، ولد ببغداد سنة 495هـ/ 1102م، ونشأ فيها وتعلم وقرأ القرآن بالقراءات، وجالس الحفاظ والعلماء، وألف وكتب بخطهِ الكثير من الكتب والرسائل، سمع أبا القاسم بن بيان، وأبا علي بن نبهان وابن فتحان الشهرزوري، وأبا طالب بن يوسف، وابن الحصين، وأمما لا يحصون، ولقد أفنى المبارك عمره في طلب العلم، وسماع الحديث، لا يسمع بمن يقدم من شيوخ الحديث إلا ويبادر إلى السماع منهُ، ثم انتهت إليه الرئاسة في معرفة المشايخ وما مقدار ما سمعوا والإجازات التي نالوها لكثرة خبرته ودرايته في العلوم الفقهية، وكان فقيراً ولهُ عدة زوجات وأنجب أولاداً كثيرون.
قال عنه ابن النجار: جمع كتاب (سلوة الأحزان) نحو ثلاث مائة جزء أو أكثر، روى لنا عنه ولداه يوسف ولامعة، وأبو محمد الغراد، وكان صدوقا مع قلة فهمه ومعرفته.

## وفاته
توفى ببغداد في شهر جمادى الأول سنة 543 هـ/ 1149م، ودفن في مقبرة الشونيزية.